# Vetenskapsåret 1910

## Händelser

### Astronomi
- 20 april - Halleys komet närmar sig jorden.

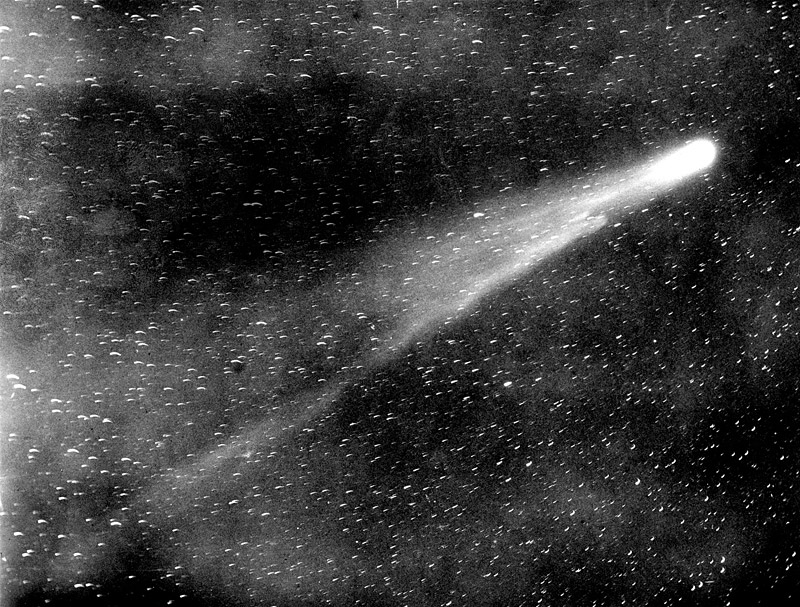
Halleys komet.

- 19 maj - Halleys komet och jorden passerar varandra, varning om "jordens undergång" visar sig felaktig [1].

### Kemi
- Okänt datum - Umetaro Suzuki isolerar det första vitaminkomplexet, tiamin.[2]

## Pristagare
- Copleymedaljen: Francis Galton
- Darwinmedaljen: Roland Trimen
- Nobelpriset: [3]
  - Fysik: Johannes Diderik van der Waals
  - Kemi: Otto Wallach
  - Fysiologi/medicin: Albrecht Kossel
- Rumfordmedaljen: Heinrich Rubens
- Sylvestermedaljen: Henry Baker
- Wollastonmedaljen: William Berryman Scott [4]

## Födda
- 9 februari - Jacques Monod (död 1976), fransk biokemist, Nobelpriset i fysiologi eller medicin 1965.
- 13 februari - William B. Shockley (död 1989), amerikansk fysiker, Nobelpriset i fysik 1956
- 12 maj - Dorothy Crowfoot Hodgkin (död 1994), brittisk kemist. Nobelpriset i kemi 1964
- 24 december - William Hayward Pickering (död 2004), chef för  NASA:s Jet Propulsion Laboratory.

## Avlidna
- 12 maj  - William Huggins (född 1824), brittisk astronom och fysiker
- 27 maj - Heinrich Hermann Robert Koch (född  1843), tysk läkare och bakteriolog, Nobelpriset i fysiologi eller medicin 1905.
- 4 juli - Giovanni Schiaparelli (född 1835), italiensk astronom.

### Fotnoter
1. ↑  100 år med Aftonbladet – 1910, 1999
2. ↑  Tokyo Kagaku Kaishi (1911)
3. ↑  ”Nobelpriset”. http://nobelprize.org/nobel_prizes/lists/all/index.html. Läst 10 april 2011.
4. ↑  ”Geological Society”. Arkiverad från originalet den 5 juni 2011. https://web.archive.org/web/20110605102217/http://www.geolsoc.org.uk/gsl/society/history/page750.html. Läst 13 april 2011.